# Maqşūdlū-ye Bālā
Maqşūdlū-ye Bālā (persiska: مَقصودلوی عُليا, مقصودلو بالا, Maqşūdlū-ye ‘Olyā) är en ort i Iran.   Den ligger i provinsen Ardabil, i den nordvästra delen av landet, 500 km nordväst om huvudstaden Teheran. Maqşūdlū-ye Bālā ligger 155 meter över havet och antalet invånare är 496.
Terrängen runt Maqşūdlū-ye Bālā är platt norrut, men söderut är den kuperad. Runt Maqşūdlū-ye Bālā är det ganska tätbefolkat, med 104 invånare per kvadratkilometer. Närmaste större samhälle är Āq Qabāq, 5,4 km öster om Maqşūdlū-ye Bālā. Trakten runt Maqşūdlū-ye Bālā består till största delen av jordbruksmark.